# علم النفس العصبي
علم النفس العصبي هو دراسة علاقة الدماغ بتصرفات نفسية وسلوكية محددة.
يدرس علم النفس العصبي تكوين ووظيفة الدماغ وعلاقته بتصرفات سلوكية ونفسية محددة، ويعتبر حقل تجارب لعلم النفس يهدف إلى فهم كيفية تأثر السلوك والإدراك على أداء الدماغ، ويهتم بتشخيص وعلاج الاضطرابات العصبية المؤثرة على السلوك والإدراك. بينما يركّز علم الأعصاب التقليدي على وظائف الجهاز العصبي وينفصل عنه علم النفس التقليدي بشكل كبير. علم النفس العصبي يتطلّع إلى اكتشاف الروابط المشتركة بين الدماغ والعقل، وبالتالي فهو يتشارك مع طب النّفس والأعصاب في المفاهيم والاهتمامات ومع علم الأعصاب السّلوكي عامةً. يُستخدَم المصطلح «علم النفس العصبي» لدراسات مرضية في الإنسان والحيوان، كما يُستخدَم لتسجيل النشاط الكهربائي للخلية (سواءً كانت خلية واحدة أو مجموعة من الخلايا) في أعلى رتب الثّديات (إضافة إلى دراسة بعض المرضى). إن منهج علم النفس العصبي هو منهج علمي، يستخدم ويستفيد من علم الأعصاب، كما يتشارك مع علم النفس الإدراكي وعلم الإدراك بأنهم جميعًا ينظرون للعقل كمعالج معلومات. يميل علماء النفس العصبيون إلى العمل في مجال الأبحاث (الجامعات، المختبرات، المؤسسات البحثية)، والمجال الإكلينيكي (تقييم وعلاج مرض علم النفس العصبي)، كما يعملون في مجال الطب الشّرعي (غالباً كمستشار للتجارب السريريّة عندما يكون عمل الجهاز العصبي المركزي محط اهتمام).

## التاريخ
علم النفس العصبي هو مجال جديد نسبياً في حقل علم النفس. أول كتاب قام بتعريف هذا المجال هو أساسيات علم النفس العصبي البشري لبريان كولب وإيان ويشا عام 1980. يرجع تاريخ اكتشافه إلى السلالة الثالثة في مصر القديمة، مع احتمال أن تكون أقدم من ذلك. هنالك العديد من الناقشات حول بدء اهتمام المجتمعات بوظائف الأعضاء المختلفة. على مرّ القرون، ظنّ الناس أن الدماغ عديم النفع وتم تجاهله خلال الدفن والتشريح (بعكس الأعضاء الأخرى). لكن، مع تطور الطّب بدأ فهم علم التشريح وعلم وظائف أعضاء الانسان، وتطورت نظريات مختلفة حول طريقة عمل أعضاء الجسم. لمرات عديدة، كان ينظر لوظائف الجسم من وجهة نظر دينية وكانوا يتّهمون الأرواح والآلهة على العيوب الخَلقية. لم يؤخذ بالاعتبار أن الدماغ هو المركز لعمليات الجسم. استغرقنا مئات السنين حتى تطوّر فهم الدماغ وتأثيره على السلوك.

### إمحوتب
دراسة الدماغ ترجع إلى 3500 سنه قبل الميلاد. إمحوتب، هو قسّ مُقدّر للغاية ومن أوائل الأطباء في التاريخ، ويعتبر من أهم الروّاد في تاريخ فهم الدماغ. كان مهتمًا بالمجال العلمي عوضًا عن الخرافات والسحر في الطب والأمراض. كتاباته تحتوي على معلومات دقيقة عن مُختَلف أشكال الإصابات، والعيوب، وطرق العلاج حتى تكون مرجعًا للأطباء وبيانًا مفصلًا للدماغ وبقية أعضاء الجسم. على الرغم من هذه المعلومات المفصّلة، لم يعتبر المصريّون الدماغ على أنه موقع مركز التحكم ولا حتى عضوًا ملحوظًا في الجسم. فضّل المصرييون اعتبار القلب على أنه «جوهر الروح».

### أرسطو
عزز أرسطو التركيز على القلب الذي نشأ في مصر. كان يعتقد أن القلب هو المتحكم في العمليات العقلية، ونظر إلى الدماغ كآلية لتبريد الحرارة التي يولدها القلب. قد توصل إلى هذه الاستنتاجات بناء على خبرته في تشريح الحيوانات. حيث وجد أنه على الرغم من أن أدمغتهم كانت باردة عند اللمس ولم يؤدي إلى أي حركة، إلا أن القلب كان دافئًا ونشطًا، ويتسارع ويتباطأ اعتمادًا على الحالة المزاجية. تم تأييد هذه المعتقدات من قبل الكثيرين لسنوات، واستمرت خلال العصور الوسطى وعصر النهضة إلى القرن السابع عشر بدأت تضعف هذه النظرية بسبب الأبحاث.

### أبقراط
نظر الإغريق إلى الدماغ على أنه «جوهر الروح». وجد أبقراط علاقة بين الدماغ وسلوك الجسم قائلًا «العقل هو أعظم قوة في الإنسان». على الرغم من تحول الاهتمام من القلب إلى الدماغ، لم يتمّعن أبقراط في التفاصيل الوظيفية للدماغ. على أية حال؛ تحويل اهتمام المجتمع الطبي إلى الدماغ، أفتتح المجال للعديد من الاكتشافات العلميّة للعضو المسؤول عن السّلوك. في السنوات التالية، أُلهِمَ العلماء للبحث في وظائف الجسم وإيجاد تفسير واقعي للسلوك الطبيعي واللاطبيعي، اكتشافات علميّة قادتهم إلى اعتقاد أن هناك أسباب طبيعية وعضوية لتفسير مختلَف وظائف الجسم، وإرجاع أثرها للدماغ. على مرّ السنين، استمرت العلوم في التوسّع وبدأ يُصبح للألغار تفسير منطقي، أو على الأقل ينظر إليها بنظرة مختلفة. عرّف أبوقراط الإنسان إلى مفهوم العقل - الذي كان يُنظَر إليه كوظيفة منفصلة عن عضو الدماغ.

### رينيه ديكارت
الفيلسوف رينيه ديكارت وسّع هذه الفكرة وكان معروفًا بعمله على مسألة العقل - الجسد. غالبًا، أفكار ديكارت كان يُنظر إليها على أنها فلسفة وتفتقر إلى الخلفية العلمية. ركّز ديكارت معظم تجاربه التشريحية على الدماغ، تحديدًا الغدة النخامية - التي كان يعتبرها «جوهر الروح» الحقيقي. ما زالت النظرة الروحية مغروسةً تجاه المجال العلمي، قيل أن الجسم فاني أما الروحُ فهي خالدة. أُعتقد أن الغدة النخامية هي مكان تفاعل العقل مع الفناء وآلية الجسم. في ذلك الوقت، ديكارت كان مقتنعًا أن العقل يتحكم بسلوك الجسم (التحكم بالإنسان) - ولكن أيضًا أنه يمكن للجسم أن يؤثر على العقل، يطلق على هذا الاعتقاد مسمّى الإزدواجية. هذا الاعتقاد ينصّ بأن العقل هو أساس التحكم بالجسم ولكن جسم الإنسان يمكن أن يقاوم أو حتى يؤثر على السلوكيات الأخرى، كانت هذه الفكرة نقطة تحول كبيرة في طريقة نظر العديد من الأطباء إلى الدماغ. لوحظ أن قدرات الدماغ كانت أكثر من مجرد ردات فعل، ولكن أيضاً كانت عقلانية ووظيفية في التنظيم والتفكير - أكثر تعقيدًا مما ظن أن الحيوانات يمكن أن تكون. هذه الأفكار كانت متجاهلة لسنوات من قبل العديد، مما قاد المجتمع الطبي لتوسيع أفكارهم عن الدماغ واستخدام طرق جديدة لفهم دقة عمله، وتأثيره الكامل على الحياة اليومية، وأيّ علاج يمكن أن يكون مفيدًا لمساعدة المختلين عقليًا. مشاكل العقل بالجسم المنشأة من قبل رينيه استمرت إلى هذا اليوم مع العديد من النقاشات الفيلسوفية مع وضد أفكاره. على أية حال كانت ومازالت الخلافات المثيرة للجدل التي قدمها رينيه ذات تأثيرٍ طويلِ الأمد على مخلتف مجالات الطب، علم النفس وأكثر، خصوصًا في تأكيد فصل العقل عن الجسم لتوضيح السلوك الظاهر.

### توماس ويليس
في منتصف القرن السابع عشر ظهر مساهم مهم في حقل علم النفس العصبي. درس توماس ويليس في جامعة أكسفورد وسلك منهجًا وظائفيًا للدماغ والسلوك. أطلق ويليس المصطلحين «نصف الكرة» و«الفص» العائدة على المخ. كان من أوائل من استخدموا مصطلحي  «علم الأعصاب» و«علم النفس». رفض فكرة أن الإنسان هو الكائن الوحيد القادر على التفكير العقلاني، نظر ويليس إلى أجزاء مُخصصّة في الدماغ. أتى ويليس بنظرية أن الأجزاء العلوية مسؤولة عن الوظائف المعقدة، بينما الأجزاء السفلية مسؤولة عن الوظائف المشابهة للوظائف الموجودة في الحيوانات الأخرى، والتي تحتوي غالبًا على ردود الفعل التلقائية. كان مهتماً بالأشخاص الذين عانوا من الهوس والهستيريا. كان بحثه من أوائل الأبحاث التي جمعت بين علم النفس وعلم الأعصاب لدراسة الأفراد. من خلال تمعنه في دراسة الدماغ والسلوك، توصّل إلى أن الأفعال التلقائية كالتنفس وعدد دقات القلب والعديد من النشاطات الحركية المختلفة كانت مُستحدثة من الأجزاء السُفلية من الدماغ. مع أن معظم أعماله عفا عليها الزمان، لكن أفكاره أظهرت أن الدماغ عضوٌ معقّدٌ أكثر مما كان يٌعتقد، وقادت المكتشفين إلى الفهم والبناء على نظرياته، خصوصاً عند النظر إلى الاضطرابات والاختلالات الوظيفيّة للدماغ.

### فرانز جوزيف غال
عالم التشريح العصبي ووظائف الأعضاء فرانز جوزيف غال صنع تقدماً كبيراً في مجال فهم الدماغ. أوجد فرانز نظرية أن الشخصية مرتبطة ارتباطًا مباشرًا ببناء وتركيب الدماغ. من أعظم مساهمات فرانز في حقل علم الأعصاب هو اختراعه لعلم الفراسة. هذا المجال الجديد نظر إلى الدماغ كعضو للعقل. حيث يحدد شكل الجمجمة ذكاء الفرد وشخصيته. هذه النظرية كانت كالعديد من النظريات المُتحدث عنها آنذاك، عندما كان العديد من العلماء يضعون في الحسبان الخصائص للوجه والجسم، مقاس الرأس، الهيكل التشريحي، ومعدل الذكاء؛ غال وحده نظر للدماغ نظرةً رئيسية. كان هناك العديد من الناقشات حول مدى صحة ادعاءات غال وذلك لأنه كان عادةً مايخطئ في تنبؤاته. تلقّى مرةً جمجمة رينيه ديكارت، ومن خلال طُرقه في علم الفراسة ادعى أن الفرد على الأغلب كان لديه قدرة محدودة في الاستنتاج والمنطق والمعرفة العالية. كثير من ادعاءاته كانت مثيرة للجدل وخاطئة، ولكن مساهماته لفهم المنطقة القشرية في الدماغ والنشاطات الموضعيّة استمرت إلى تقدّم فهم الدماغ، الشخصية، والسلوك. أُعتبِرَ عمله ذا أهمية في وضع أساس راسخ في مجال علم النفس العصبي، الذي ازدهر في العقود التالية.

## المناهج
علم النفسي العصبي التجريبي هو منهج يستخدم طرق من علم النفس التجريبي ليكشف العلاقات بين الجهاز العصبي ووظيفة الإدراك. معظم العمل يتضمن دراسة الإنسان السليم في إعداد مختبري، رغم أن كمية قليلة من الباحثين قد يجروا التجارب على الحيوانات. العمل البشري في هذا المجال غالبًا يستفيد من مواصفات معيّنة في جهازنا العصبي (مثل المعلومات العصبية التي تقدم إلى مجال بصري معيّن تتم معالجتها بشكل تفضيلي في الجهة المقابلة من نصف الكرة القشرية للدماغ) ليربط بين تشريح الأعصاب والوظيفة النفسية..
علم النفسي العصبي السريري هو تطبيق معرفة العلم النفسي العصبي إلى تقييم (راجع اختبار علم النفسي العصبي وتقييم علم النفس العصبي)، إدارة، وتأهيل الأشخاص الذين عانوا من مرض أو إصابة (في الدماغ تحديدًا) أدت إلى مشاكل في الإدراك العصبي. على وجه التحديد، إنهم يجلبون وجهة نظر نفسية للعلاج، حتى يتمكنوا من فهم كيف تؤثر وتتأثر الجوانب النفسيّة بالأمراض والإصابات. كما يطرحون وجهة نظرهم حول ما إذا كانت المشاكل والمصاعب التي تظهر على الشخص راجعة لأمراض عقليّة أم أنها نتيجة لعامل عاطفي أو سبب آخر يمكن علاجه. كمثال: قد يظهر اختبارٌ ما أن كلا المريضين X و Y غير قادرين على تسمية عناصر تم عرضها لهم قبل 20 دقيقة (مماقد يكون مشيًرا لمرض الخرف). في حالة تمكُن المريض Y من ذكر بعض العناصر عند الحث المستمر (مثال، إعطاء تلميح فئوي مثل إخباره بأن هذا العنصر من مجموعة الفواكه)، هذه الطريقة تسمح بإعطاء تشخيص أكثر دقّة من الخرف فقط. (يظهر أن Y لديه خرف وعائي بسبب مرض بالدماغ، وهو مرض قابل للتحسن). عالم النفس العصبي السريري غالبًا يعمل في المستشفى مع فريق متعدد التخصصات; الآخرون يعملون في تدريب خاص وقد يمنحون أرائهم وخبراتهم في المجال الصحي القانوني.
علم النفس العصبي الإدراكي هو تطور حديث نشأ كاستقطار من منهجي علم النفس العصبي التجريبي والسريري، يسعى إلى فهم العقل والدماغ بدراسة الأشخاص الذين عانوا من إصابة في الدماغ أو أمراض عصبية. واحدة من نماذج أداء علم النفس العصبي مايعرف بالتموضع الوظيفي. هذا النموذج قائم على المبدأ التالي: إذا ماظهرت مشكلة إدراكيّة معيّنة بعد إصابة منطقة محددة في الدماغ، يُحتمل أن تكون هذه المنطقة متورطه في الحالة. ومع ذلك، قد يكون هناك سبب للاعتقاد أن الارتباط بين الوظائف العقلية والمناطق العصبية ليست بسيطة. هناك نموذج بديل للرابطة بين العقل والدماغ، كالمعالجة التفرعية، قد تحتوي على قدرة تفسيرية أكبر لدماغ الإنسان من ناحيتي العمل والخلل الوظيفي. إضافة إلى ذلك، يوجد منهج آخر يبحث في كيف أن نمط الأخطاء الناجمة من الأفراد المصابون بتلف في الدماغ يمكن أن يحد من قدرتنا على فهم التمثيلات والعمليات العقلية دون أن نشير إلى الأجزاء العصبية المُضمَرة أو البنية العصبية الكاملة. وهناك منهج أكثر حداثة وهو الطب النفسي الإدراكي، الذي يسعى إلى فهم الوظيفة الطبيعية للعقل والدماغ بدراسة الطب النفسي والمرض العقلي.
الاتصالية هي استخدام الشبكات العصبية الاصطناعية لعرض نموذج للعمليات الادراكية المعينة باستخدام نماذج مبسطة ومنطقية لكيفية عمل الخلايا العصبية. عند تدريبها لفعل مهمة إدراكية مخصصة، تتلف أو «تتضرر» هذه الشبكات حتى تحفز إصابة الدماغ أو تلفه في محاولة لفهم ومقارنة نتائج تأثير إصابة الدماغ على الكائنات البشرية.
التصوير العصبي الوظيفي يستخدم أجهزة التصوير العصبي المحددة ليأخذ قراءات من الدماغ عادة بينما يؤدي الشخص وظيفة معيّنة، لمحاولة فهم طريقة تفعيل منطقة معينة بالدماغ لها صلة في فعل المهمة. تحديدًا، تطوّر منهجيات توظّف الاختبارات الادراكية ضمن تقنيات التصوير بالرنين المغناطيسي الوظيفي لدراسة علاقات سلوك الدماغ أظهر تأثير ملحوظًا في أبحاث العلم النفسي العصبي.
يمكن استخدام هذه النماذج معًا عند العمل، ومعظم علماء النفس العصبي يختارون أفضل منهج أو نموذج بناءً على المهمّة التي يرغبون بإتمامها.